# Hirakawa Toshio
Hirakawa Toshio (japanisch 平川 敏夫; * 6. Oktober 1924 in Toyokawa, Präfektur Aichi; † 14. Mai 2006) war ein japanischer Nihonga-Maler und  und Holzschnittkünstler. Er war Mitglied der Sōgakai (創画会) und ist vor allem für seine Gemälde mit Baummotiven bekannt.

## Leben
Hirakawa Toshio wurde 1924 in Toyokawa geboren. 1940 begann er eine Ausbildung in Kyōto, die er kriegsbedingt abbrechen musste. Von 1943 bis 1947 arbeitete er als Techniker in der Landwirtschaftsverwaltung der Präfektur Aichi.
1947 trat er einer von Wagatsuma Hekiu gegründeten Gruppe für neue Nihonga-Malerei bei; bald darauf begann auch Nakamura Masayoshi dort zu arbeiten. Auf dessen Empfehlung hin stellte Hirakawa 1950 erstmals bei der Ausstellung der Gesellschaft für schöpferische Kunst (創造美術, Sōzō Bijutsu) aus. Nach deren Zusammenschluss mit der Shinseisaku Kyōkai (新制作協会) wurde er regelmäßig in deren Ausstellungen gezeigt.
Gemeinsam mit Nakamura Masayoshi und Hoshino Shingo gründete er Anfang der 1950er Jahre eine private Malschule in Nagoya (中日美術教室, Chūnichi bijutsu kyōshitsu). 1974 gehörte er zu den Mitbegründern der Sōgakai, die als eine der wichtigen Vereinigungen der Nihonga-Malerei gilt. Hirakawa lehrte zudem von 1978 bis 1995 als Gastprofessor am Kyōto University of Art Junior College (京都芸術短期大学, Kyōto geijutsu tanki daigaku).
Er erhielt 1980 den Chūnichi-Kulturpreis und wurde 1985 mit dem Kulturpreis des Fernsehsenders Tōkai TV ausgezeichnet.

## Werk
Hirakawas frühe Arbeiten zeigen stimmungsvolle Landschaften, darunter Fischerdörfer und nächtliche Gärten. Ab den 1960er Jahren konzentrierte er sich zunehmend auf das Motiv von Bäumen. In diesen Werken suchte er die Lebenskraft und Spiritualität der Natur darzustellen, oft mit dramatischen Linien und leuchtenden Farbkontrasten. Später entwickelte er eine Bildsprache, die stark mit Tusche und Maskierungstechniken arbeitete und sich durch eine reduzierte, beinahe monochrome Ästhetik auszeichnete.

## Ausstellungen
- 1990: Retrospektive im Toyohashi City Museum of Art and History[3]
- 1997: Einzelausstellung im Museum of Fine Arts, Gifu
- 2004: Retrospektive im Sakuragaoka Museum, Toyokawa